# Coeliades aeschylus
Coeliades aeschylus är en fjärilsart som beskrevs av Carl Plötz 1884. Coeliades aeschylus ingår i släktet Coeliades och familjen tjockhuvuden. Inga underarter finns listade i Catalogue of Life.